# Aladin Sky Atlas
Aladin Sky Atlas es un atlas del cielo realizado mediante un software interactivo que permite al usuario visualizar las imágenes astronómicas digitalizadas, superponer a estas las entradas de los catálogos o bases de datos astronómicas y acceder de forma interactiva a la base de datos SIMBAD, al servicio VizieR y a otros archivos de todas las fuentes conocidas en este campo.
Es una aplicación integrada en el CDS ("Centre de Données astronomiques de Strasbourg"), que fue creada en el año 1999. Desde entonces, se ha convertido en un portal VO ("Observatorio Virtual") ampliamente utilizado por astrónomos y profesionales, capaz de afrontar retos como la localización de datos de interés, el acceso a bases de datos distribuidas, la exploración y la visualización de datos en varias longitudes de onda. 
El cumplimiento de las normas existentes en VO, la interconexión con otros, la visualización, herramientas de análisis y la capacidad de comparar fácilmente los datos heterogéneos, son temas clave que le permiten ser una herramienta de exploración de datos e integración de alto alcance. 
El programa está disponible en tres modalidades: 
- Una aplicación Java independiente, en versiones (Windows, Mac y Linux) descargables e inmediatamente ejecutables.
- Una interfaz mediante un applet de Java, ejecutable en la propia web.
- Una vista previa simple.

La página posee un completo elenco de tutoriales, tanto de Aladin Sky Atlas como de la base de datos SIMBAD, del servicio de catálogos VizieR y del CDS al completo.
El uso de Aladin necesita una lectura previa de las instrucciones de manejo aunque, una vez que se entiende de qué se trata, es muy simple e intuitivo. Básicamente, la operativa con el programa consiste en:
- En primer lugar, escoger un catálogo de imágenes, a gusto del usuario.
- En segundo lugar, escoger un objeto celeste de ese catálogo, denominándolo bien por sus coordenadas (Ascensión Recta y Declinación) o por su "nombre". Para identificar el objeto valen los objetos Messier con su código M-nn (la "Galaxia de Andrómeda" se cataloga en este como M31, por ejemplo).
- A continuación, hay que indicar en el formulario el ángulo que abarcará dicho objeto, en grados y minutos de arco.
- Una vez hecho esto, se hace la petición al servidor y este devuelve todas las fotografías de que dispone. Seleccionamos las que nos vengan bien para nuestro trabajo y las pedimos.
- La aplicación las recibe y las dispone en capas. A partir de este momento, Aladin se comporta como un programa de tratamiento de imágenes 2D, permitiendo múltiples operaciones con dichas imágenes (superposición, combinado, filtrado, tratamiento RGB, ampliación, reducción, etc.) incluida la exportación final de la imagen en varios formatos de salida (Jpeg, BMP, GIF, etc.).
- En cuanto a los filtros, Aladin dispone de un completo sistema de filtrado configurable por el usuario.
- Se pueden combinar imágenes de distintos catálogos (Aladin + Simbad, por ejemplo) y superponerlas, cambiando las propiedades de cada una de ellas de forma independiente de las demás, con objeto de obtener la imagen final deseada por el usuario.
- Una vez se tienen las imágenes en el área de trabajo, el usuario puede identificar los objetos astronómicos (estrellas, nebulosas, etc.) pinchando con el ratón sobre ellos y obteniendo sus datos del catálogo. Pinchando sobre esos datos, es fácil saltar al servidor de datos, que mostrará los mismos en detalle.
- Aladin dispone de modo multi-vista, pudiendo presentar varias vistas del trabajo simultáneamente en la ventana.
- Permite realizar nuevas calibraciones, reintroduciendo las coordenadas sobre las fotografías.
- Permite crear scripts ejecutables en ventanas de modo comando.

Aladin es más que un simple Atlas del Cielo. Bajo la dirección y coordinación del CDS ("Centre de Données astronomiques de Strasbourg"), esta aplicación integra los siguientes módulos:
- Los catálogos VizieR.
- La aplicación SIMBAD, de objetos astronómicos.
- Un diccionario de nomenclatura.
- Bibliografía.
- La aplicación AstroGlu.
- Las Páginas Amarillas que contienen la Star#s Family y AstroWeb.